# ФБР (телесериал, 2018)
«ФБР» (англ. FBI) — американский драматический телесериал, созданный Диком Вульфом, с Мисси Перегрим и Зико Заки в главных ролях. Премьера сериала состоялась 25 сентября 2018 года на телеканале CBS.
9 апреля 2024 года телеканал CBS продлил телесериал на три сезона вперёд, вплоть до девятого сезона.

## Сюжет
«ФБР» — остросюжетный американский полицейский процедурал, посвящённый внутренней работе команды специальных агентов из нью-йоркского отделения Федерального бюро расследований. Это элитное подразделение, которое занимаются расследованием самых сложных дел, в том числе связанных с терроризмом, организованной преступностью и контрразведкой, чтобы обеспечить безопасность страны в целом и Нью-Йорка в частности.
| Сезон | Сезон | Эпизоды | Оригинальная дата выхода | Оригинальная дата выхода | Рейтинг Нильсона | Рейтинг Нильсона       |
| Сезон | Сезон | Эпизоды | Премьера сезона          | Финал сезона             | Ранк             | Зрители США (миллионы) |
| ----- | ----- | ------- | ------------------------ | ------------------------ | ---------------- | ---------------------- |
|       | 1     | 22      | 25 сентября 2018         | 14 мая 2019              | 11               | 12.37                  |
|       | 2     | 19      | 24 сентября 2019         | 31 марта 2020            | 4                | 12.55                  |
|       | 3     | 15      | 17 ноября 2020           | 25 мая 2021              | 5                | 10.98                  |
|       | 4     | 21      | 21 сентября 2021         | 17 мая 2022              | 4                | 10.29                  |
|       | 5     | 23      | 20 сентября 2022         | 23 мая 2023              | 4                | 9.52                   |
|       | 6     | 13      | 13 февраля 2024          | 21 мая 2024              | 6                | 8.82                   |
|       | 7     | 22      | 15 октября 2024          | 20 мая 2025              | TBA              | TBA                    |

## В главных ролях
| Персонаж                | Актёр              | Должность                    | Сезоны          | Сезоны          | Сезоны          | Сезоны          | Сезоны          | Сезоны          | Сезоны          |
| Персонаж                | Актёр              | Должность                    | 1               | 2               | 3               | 4               | 5               | 6               | 7               |
| ----------------------- | ------------------ | ---------------------------- | --------------- | --------------- | --------------- | --------------- | --------------- | --------------- | --------------- |
| Маргарет «Мэгги» Белл   | Мисси Перегрим     | Спецагент                    | Постоянно       | Постоянно       | Постоянно       | Постоянно       | Постоянно       | Постоянно       | Постоянно       |
| Омар Адом «О. А.» Зидан | Зико Заки          | Спецагент                    | Постоянно       | Постоянно       | Постоянно       | Постоянно       | Постоянно       | Постоянно       | Постоянно       |
| Джубал Валентайн        | Джереми Систо      | Помощник главного спецагента | Постоянно       | Постоянно       | Постоянно       | Постоянно       | Постоянно       | Постоянно       | Постоянно       |
| Кристен Шазал           | Эбони Ноэль        | Спецагент (бывший аналитик)  | Постоянно       | Постоянно       | Does not appear | Does not appear | Does not appear | Does not appear | Does not appear |
| Дана Мозьер             | Сила Уорд          | Главный спецагент            | Постоянно       | Does not appear | Does not appear | Does not appear | Does not appear | Does not appear | Does not appear |
| Изабель Кастиль         | Алана Де Ла Гарза  | Главный спецагент            | Гость           | Постоянно       | Постоянно       | Постоянно       | Постоянно       | Постоянно       | Постоянно       |
| Стюарт Скола            | Джон Бойд          | Спецагент                    | Does not appear | Постоянно       | Постоянно       | Постоянно       | Постоянно       | Постоянно       | Постоянно       |
| Тиффани Уоллес          | Кэтрин Рене Тернер | Спецагент                    | Does not appear | Does not appear | Постоянно       | Постоянно       | Постоянно       | Постоянно       | Гость           |
| Сидни «Сид» Ортис       | Лизетт Оливера     | Агент                        | Does not appear | Does not appear | Does not appear | Does not appear | Does not appear | Does not appear | Постоянно       |

## Производство

### Разработка
Летом 2016 года Вульф объявил о планах создать криминально-драматический сериал о работе ФБР в Нью-Йорке. Согласно изначальной задумке Вульфа, проект должен был выходить на NBC как спин-офф его нью-йоркской криминальной драмы «Закон и порядок: Специальный корпус», в котором он планировал представить сотрудника ФБР. NBC в конце концов не поддержало идею и отложила проект на неопределённый срок по разным причинам. Сериал является первым за 15 лет проектом Вульфа не для NBC.
В январе 2019 года стало известно, что CBS продлили сериал на второй сезон. Премьера второго сезона состоялась 24 сентября 2019 года. 6 мая 2020 года телеканал заказ в производство третий сезон телесериала. Его премьера состоялась 17 ноября 2020 года. 24 марта 2021 года телеканал CBS продлил телесериал на четвёртый сезон. Премьера четвёртого сезона состоялась 21 сентября 2021 года. Премьера пятого сезона состоялась 20 сентября 2022 года.
В мае 2022 телесериал был продлен на пятый и шестой сезон. Премьера пятого сезона состоится 20 сентября 2022 года. Премьера шестого сезона состоялась 13 февраля 2024 года. 

### Кастинг
1 марта 2018 года Зико Заки получил роль Омара Адома. Неделю спустя Джереми Систо получил роль Джубала. 13 марта 2018 года Эбони Ноэль присоединилась к составу сериала. 15 марта стало известно что Мисси Перегрим присоединилась к касту.

## Отзывы критиков
На сайте-агрегаторе Rotten Tomatoes сериал набрал 62% «свежести» на основе 21-го отзыва со средним рейтингом 6,25/10. На Metacritic сериал получил 57 баллов из 100 на основе  13-ти «смешанных и средних» рецензий. В крупнейшей базе данных фильмов IMDb сериал «ФБР» имеет средний рейтинг посетителей в 6,3 из 10 (3 457 голосов).